# فینال لیگ قهرمانان کونکاکاف ۲۰۲۰
فینال لیگ قهرمانان کونکاکاف ۲۰۲۰ بازی نهایی لیگ قهرمانان کونکاکاف ۲۰۲۰ دوازدهمین دوره لیگ قهرمانان کونکاکاف با نام فعلی آن و در مجموع پنجاه و پنجمین دوره از این رقابت‌های باشگاهی برتر فوتبال بود که توسط کونکاکاف، نهاد حاکم بر منطقه‌ای آمریکای شمالی، آمریکای مرکزی و کارائیب، برگزار شد.
با توجه به دنیاگیری کووید-۱۹، فینال از یک سری مسابقات دو مرحله‌ای در زمین‌های خانگی فینالیست‌ها به یک مسابقه در یک مکان بی‌طرف از پیش تعیین‌شده تغییر یافت و این اولین فینال از زمان جام قهرمانان کونکاکاف ۲۰۰۲ بود که در یک بازی برگزار می‌شد. این مسابقه که در ابتدا قرار بود در تاریخ‌های ۲۸ تا ۳۰ آوریل ۲۰۲۰ برای بازی رفت و ۵ تا ۷ مه ۲۰۲۰ برای بازی برگشت برگزار شود، به ۲۲ دسامبر ۲۰۲۰ موکول شد. این مسابقه در ورزشگاه اکسپلوریا در اورلاندو، فلوریدا، ایالات متحده، بین تیم‌های تیگرس اونال و لس آنجلس برگزار شد.
اونال برای اولین بار قهرمان لیگ قهرمانان کونکاکاف شد و به جام باشگاه‌های جهان ۲۰۲۰ در قطر راه یافت.

## تیم‌ها
در جدول زیر، فینال‌ها تا سال ۲۰۰۸ در دوره جام قهرمانان کونکاکاف و از سال ۲۰۰۹ در دوره لیگ قهرمانان کونکاکاف برگزار می‌شدند.
| تیم      | منطقه                | حضور قبلی در فینال (پررنگ به نشانه قهرمانی است) |
| -------- | -------------------- | ----------------------------------------------- |
| اونال    | آمریکای شمالی (نافو) | ۳ (۲۰۱۶، ۲۰۱۷، ۲۰۱۹)                            |
| لس آنجلس | آمریکای شمالی (نافو) | ۰                                               |

## ورزشگاه

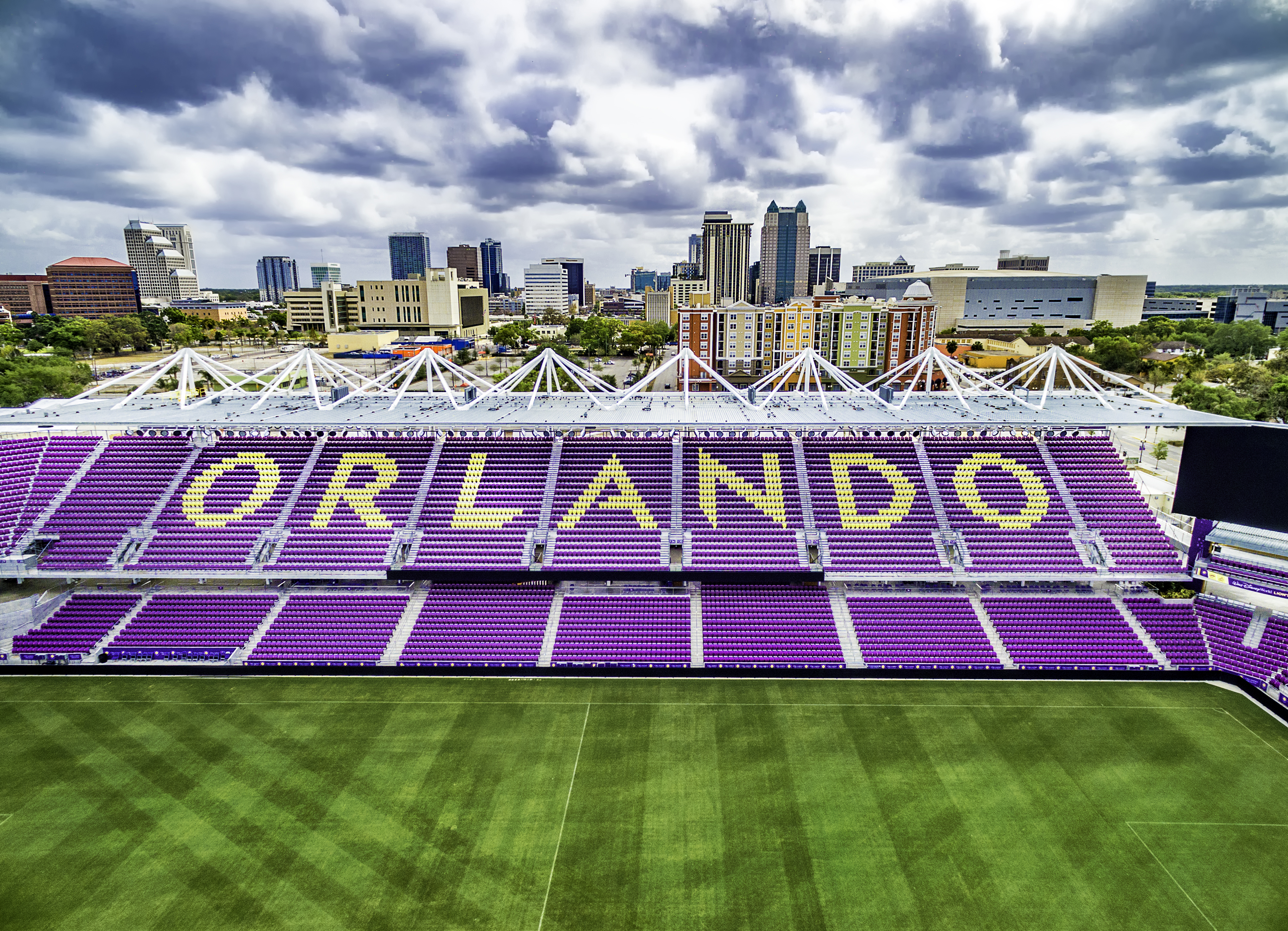
ورزشگاه اکسپلوریا در اورلاندو، ایالات متحده میزبان فینال بود.

در اکتبر ۲۰۲۰، گزارش شد که کونکاکاف این مسابقات را در یک مکان بی‌طرف در مکزیک یا در ایالت‌های کالیفرنیا، فلوریدا یا تگزاس ایالات متحده در هفته سوم یا چهارم دسامبر در طول هفته از سر خواهد گرفت. در ۲ نوامبر ۲۰۲۰، کونکاکاف اعلام کرد که این مسابقات از ۱۵ تا ۲۲ دسامبر ۲۰۲۰ در یک مکان متمرکز در ایالات متحده از سر گرفته خواهد شد و بازی‌های باقی‌مانده یک‌چهارم نهایی، نیمه نهایی و فینال برگزار خواهد شد. ورزشگاه اکسپلوریا در اورلاندو، فلوریدا، خانه باشگاه فوتبال لیگ برتری اورلاندو سیتی، به عنوان میزبان ادامه مسابقات تعیین شد.

## پیش زمینه
لیگ قهرمانان کونکاکاف در سال ۲۰۰۸ به عنوان مسابقات قهرمانی قاره‌ای برای باشگاه‌های فوتبال در آمریکای شمالی، آمریکای مرکزی و کارائیب تأسیس شد و جایگزین جام قهرمانان کونکاکاف گردید. در طول نه دوره اول خود، لیگ قهرمانان شامل یک مرحله گروهی در تابستان و پاییز و به دنبال آن یک مرحله حذفی در بهار بعدی بود. با شروع دوره ۲۰۱۸ این مسابقات، مرحله گروهی به عنوان لیگ کونکاکاف تغییر شکل داد و به تیم‌های آمریکای مرکزی و کارائیب محدود شد. لیگ قهرمانان به یک تورنمنت حذفی دو ماهه بین تیم‌های آمریکای شمالی و کشورهای بزرگ آمریکای مرکزی و همچنین قهرمان لیگ کونکاکاف خلاصه شد. تورنمنت حذفی در ابتدای فصل لیگ برتر فوتبال قرار می‌گیرد که برخلاف سایر لیگ‌های فوتبال، در یک برنامه تابستانی برگزار می‌شود.
لیگ قهرمانان در سال ۲۰۲۰ به دلیل دنیاگیری کووید-۱۹ تغییرات زیادی کرد. مرحله یک‌هشتم نهایی طبق برنامه و در اواخر فوریه ۲۰۲۰ آغاز شد. بازی‌های رفت مرحله یک‌چهارم نهایی طبق برنامه در ۱۰ مارس آغاز شد و سه بازی از چهار بازی رفت مرحله یک‌چهارم نهایی برگزار شد. در ۱۲ مارس ۲۰۲۰، کونکاکاف به دلیل نگرانی‌های فزاینده پیرامون همه‌گیری، تمام مسابقات را به حالت تعلیق درآورد. این مسابقات به مدت نامشخص به تعویق افتاد و هیچ اطلاعیه‌ای در مورد از سرگیری مسابقات از کونکاکاف تا اوت ۲۰۲۰ منتشر نشد، و این سازمان اعلام کرد که برنامه‌هایی برای از سرگیری مسابقات در یک مکان بی‌طرف در پایان سال وجود دارد. در نوامبر ۲۰۲۰، این موضوع با از سرگیری مسابقات پشت درهای بسته تأیید شد و نیمه نهایی به بعد به صورت تک‌بازی برگزار شد.

## مسیر تا فینال
نکته: در تمام نتایج زیر، امتیاز فینالیست ابتدا داده می‌شود (H: میزبان؛ A: مهمان؛ N: بی‌طرف).
| اونال        | اونال   | اونال    | اونال      | مرحله         | لس آنجلس  | لس آنجلس | لس آنجلس | لس آنجلس   |
| ------------ | ------- | -------- | ---------- | ------------- | --------- | -------- | -------- | ---------- |
| حریف         | مجموع   | بازی رفت | بازی برگشت |               | حریف      | مجموع    | بازی رفت | بازی برگشت |
| آلیانسا      | ۵–۴     | ۱–۲ (A)  | ۴–۲ (H)    | یک‌هشتم نهایی  | لئون      | ۳–۲      | ۰–۲ (A)  | ۳–۰ (H)    |
| نیویورک سیتی | ۵–۰     | ۱–۰ (A)  | ۴–۰ (H)    | یک‌چهارم نهایی | کروز آزول | ۲–۱ (N)  | ۲–۱ (N)  | ۲–۱ (N)    |
| المپیا       | ۳–۰ (N) | ۳–۰ (N)  | ۳–۰ (N)    | نیمه نهایی    | آمریکا    | ۳–۱ (N)  | ۳–۱ (N)  | ۳–۱ (N)    |

## فرمت
فینال به جای بازی‌های رفت و برگشت معمولی، در یک بازی و در یک زمین بی‌طرف برگزار شد. اگر بازی پس از وقت قانونی مساوی می‌شد، وقت اضافه بازی می‌شد. اگر پس از وقت اضافه هم نتیجه مساوی بود، ضربات پنالتی برای تعیین برنده استفاده می‌شد.

## مسابقه

### جزئیات
| اونال                    | ۲–۱   | لس آنجلس   |
| ------------------------ | ----- | ---------- |
| - آیالا ۷۲' - ژینیاک ۸۴' | گزارش | - روسی ۶۱' |

| اونال | لس آنجلس |

| GK            | 1  | ناول گوزمن           |  |     |
| RB            | 28 | لوئیس رودریگز        |  |     |
| CB            | 4  | هوگو آیالا           |  | '74 |
| CB            | 3  | کارلوس سالسدو        |  |     |
| LB            | 29 | خسوس دوئنیاس         |  | '71 |
| RM            | 23 | لوئیس کینیونز        |  | '87 |
| CM            | 19 | گیدو پیزارو (ک)      |  |     |
| CM            | 5  | رافائل کاریوکا       |  |     |
| LM            | 20 | خاویر آکینو          |  | '88 |
| CF            | 17 | لئوناردو فرناندز     |  | '71 |
| CF            | 10 | آندره-پیر ژینیاک     |  |     |
| نیمکت نشینان: |    |                      |  |     |
| GK            | 40 | کارلوس گالیندو       |  |     |
| GK            | 50 | آرتورو دلگادو        |  |     |
| DF            | 14 | خوانجو پوراتا        |  |     |
| DF            | 13 | دیگو ریس             |  |     |
| DF            | 15 | فرانسیسکو ونگاس      |  | '87 |
| DF            | 21 | فرانسیسکو مسا        |  | '74 |
| DF            | 36 | ادواردو تیرسیرو      |  | '88 |
| MF            | 22 | ریموندو فولگنسیو     |  | '71 |
| MF            | 43 | اریک آوالوس          |  |     |
| MF            | 47 | خسوس گارزا           |  |     |
| FW            | 51 | آدریان گارزا دل تورو |  |     |
| FW            | 11 | نیکولاس لوپز         |  | '71 |
| سرمربی:       |    |                      |  |     |
| ریکاردو فرتی  |    |                      |  |     |

| GK            | 1  | کنت فرمیر        |  |     |
| RB            | 27 | تریستن بلکمان    |  |     |
| CB            | 94 | خسوس موریلو      |  | '88 |
| CB            | 4  | ادی سیگورا       |  |     |
| LB            | 12 | دیگو پالاسیوس    |  |     |
| RM            | 7  | لطیف بلسینگ      |  |     |
| CM            | 14 | مارک-آنتونی کایه |  |     |
| LM            | 11 | خوزه سیفوئنتس    |  | '67 |
| RF            | 10 | کارلوس ولا (ک)   |  |     |
| CF            | 16 | دنی موسوفسکی     |  | '46 |
| LF            | 9  | دیه‌گو روسی       |  |     |
| نیمکت نشینان: |    |                  |  |     |
| GK            | 23 | پابلو سیسنیگا    |  |     |
| GK            | 40 | فیلیپ اجیمادو    |  |     |
| DF            | 2  | جردن هاروی       |  |     |
| DF            | 5  | دیان یاکوویچ     |  |     |
| DF            | 13 | محمد المنیر      |  |     |
| DF            | 28 | تونی لئون        |  |     |
| MF            | 8  | فرانسیسکو خینلا  |  | '67 |
| MF            | 17 | برایان رودریگوئز |  | '88 |
| MF            | 18 | اریک دوئنیاس     |  |     |
| MF            | 19 | برایس دوک        |  |     |
| FW            | 21 | کریستین تورس     |  |     |
| FW            | 22 | کوادوو اوپوکو    |  | '46 |
| سرمربی:       |    |                  |  |     |
| باب برادلی    |    |                  |  |     |

| بهترین بازیکن بازی: لوئیس رودریگز (اونال) کمک داوران: هومبرتو پانجوج (گواتمالا) گرسون لوپز (گواتمالا) داور چهارم: دانئون پارچمنت (جامائیکا) کمک داور ذخیره: نیکولاس اندرسون (جامائیکا) | قوانین بازی - ۹۰ دقیقه - ۳۰ دقیقه وقت اضافه در صورت تساوی (شامل گل زده در خانه حریف نمی‌شود) - ضربات پنالتی در صورت تساوی بعد از وقت‌های اضافه - دوازده بازیکن تعویضی تعیین شده که از بین آنها تا پنج نفر می‌توانند استفاده شوند و تعویض ششم در وقت اضافه مجاز است. |

### آمار
| آمار          | اونال | لس آنجلس |
| ------------- | ----- | -------- |
| گل زده شده    | ۲     | ۱        |
| شوت           | ۱۰    | ۸        |
| شوت در چارچوب | ۵     | ۳        |
| سیو           | ۰     | ۲        |
| مالکیت توپ    | ۵۵٪   | ۴۵٪      |
| ضربات کرنر    | ۴     | ۴        |
| خطا           | ۱۸    | ۲۳       |
| آفساید        | ۷     | ۲        |
| کارت زرد      | ۰     | ۰        |
| کارت قرمز     | ۰     | ۰        |

## بعد از مسابقه
به عنوان قهرمان لیگ قهرمانان کونکاکاف، تیم اونال به جام باشگاه‌های جهان ۲۰۲۰ در قطر راه یافت که به دلیل دنیاگیری کووید-۱۹ در فوریه ۲۰۲۱ برگزار شد. آنها اولسان هیوندای کره جنوبی، قهرمان آسیا، و پالمیراس برزیل، قهرمان آمریکای جنوبی را شکست دادند و به اولین تیم کونکاکاف تبدیل شدند که به فینال می‌رسد؛ آنها بازی تعیین‌کننده را به بایرن مونیخ آلمان، قهرمان اروپا، واگذار کردند.